# Bramka (Rudawy Janowickie)
Bramka (niem. Klōbers Denkmal, 495, 490, 486 m n.p.m.) – niewysokie, rozległe, kilkuwierzchołkowe wzniesienie w południowo-zachodniej Polsce, w Sudetach Zachodnich, w Rudawach Janowickch.

## Położenie
Wzniesienie położone jest w Sudetach Zachodnich, w południowo-zachodniej części Rudaw Janowickich, na południowym krańcu Wzgórz Karpnickich. Od Brzeźnika, na południu, oddziela go bezimienna kopa i Przełęcz pod Brzeźnikiem. Wznosi się na południowy wschód od Bukowca.

## Charakterystyka
Wzniesienie o nieregularnym kształcie nad południową częścią miejscowości Bukowiec. Na południowym zboczu znajduje się grupa skalna w kształcie bramy, od której pochodzi nazwa wzniesienia.

## Budowa geologiczna
Wzniesienie zbudowane jest z waryscyjskich granitów karkonoskich.

## Zagospodarowanie
Na południowym zboczu poniżej szczytu znajduje się stare założenie parkowe. Cały szczyt i zbocza porasta las, w którym występuje wiele ciekawych gatunków drzew liściastych, niektóre z nich stanowią pomniki przyrody. Zboczem poniżej szczytu prowadzi droga, oraz kilka leśnych ścieżek.

## Ochrona przyrody
Wzniesienie położone jest na obszarze Rudawskiego Parku Krajobrazowego.

## Historia
Na początku wieku XIX w okresie romantyzmu i panującej w ówczesnej Europie modzie na romantyczne krajobrazy, wzniesienie Bramka oraz założenie parkowe w Hohenwies (obecnie Kowary-Wojków), z wyjątkowo stylowymi obiektami sanatoryjno-szpitalnymi ,,Bukowiec i ,,Wysoka Łąka, włączono do sentymentalnego krajobrazu, który realizowano wokół letniej rezydencji króla pruskiego Fryderyka Wilhelma III. Wokół wzniesienia wykonano wiele alejek spacerowych. Poniżej szczytu założono stylowy park i nasadzono wiele atrakcyjnych drzew i krzewów. Obecnie po dawnej świetności bliskiego otoczenia wzniesienia, pozostały dorodne drzewa jako pomniki przyrody a po dawnych alejkach pozostały jedynie ścieżki. Drzewa wyrosły i zasłoniły widok na okoliczne wzniesienia i góry. Na skałce w kształcie bramki, znajdującej się na południowym zboczu wykuto napis: "Klōber's Dwelling 1795", na pamiątkę pobytu uczonego Karla Ludwiga von Klōbera. Od tej tablicy pochodzi niemiecka nazwa wzniesienia.

## Turystyka
Zachodnim podnóżem góry prowadzi szlak turystyczny:
- fragment szlaku prowadzący z Kowar do Karpnik